# Svartbrödraklostret i Lund

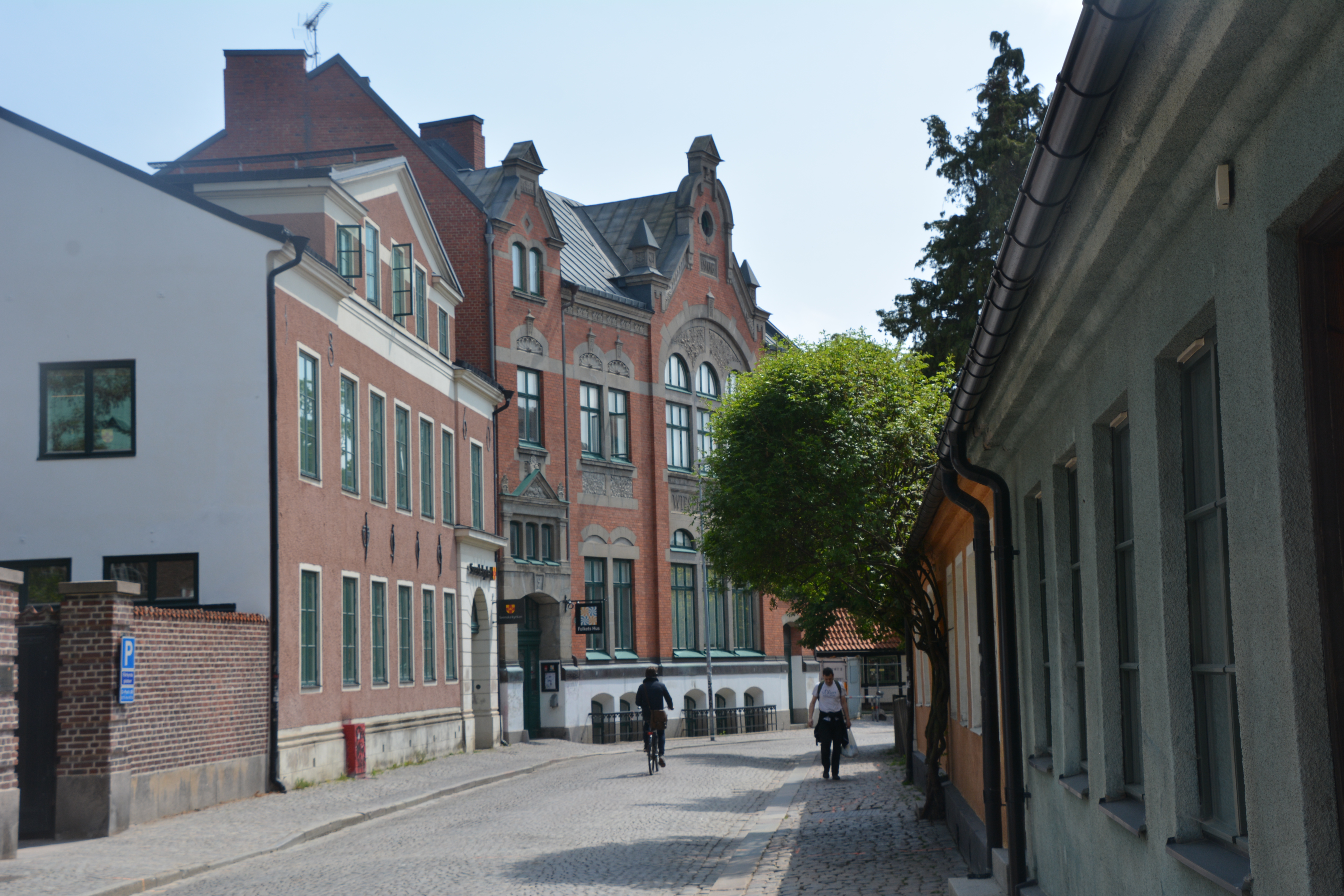
Klostret omfattade bland annat nuvarande Kiliansgatan 7 och 9

Svartbrödraklostret, eller Dominikanerkonventet Sankta Maria Magdalena. var ett dominikankloster i Lund,som grundades år 1221 som det första dominikanklostret i Norden.
Dominikanmunkarna, eller svartbröderna som de också kallas, är en tiggarorden. Orden instiftades av Dominicus 1216. Namnet "svartbröderna" fick de därför att de är klädda i svart mantel med kapuschong. Dominikanernas främsta uppgift var att i apostolisk anda utbreda och fördjupa tron genom predikan och undervisning. Ordens grundare Dominicus besökte själv Danmark och troligen även Lund i början av 1200-talet.
Svartbrödraklostret i Lund var en stor anläggning med en kyrka som låg längs Kiliansgatan, mitt emot domkyrkans absid. I samband med reformationen upplöstes klostret och raserades troligen omgående. Länge var det okänt var klostret var beläget och det var först år 1940 som man genom arkeologiska fynd kunde slå fast dess plats.
År 1947 återkom dominikanerna till Lund och etablerade sig på Råbygatan vid Mårtenstorget. Sedan 1993 ligger konventet på Sandgatan i Lund.